# Lost in Your Light
«Lost in Your Light» es una canción de la cantante albanobritánica Dua Lipa, en colaboración con el cantante estadounidense Miguel. La canción fue lanzada el 21 de abril de 2017 como el quinto sencillo del álbum homónimo de estudio de Lipa. Se lanzó como una pista instantánea para aquellos que pre-ordenaron la canción en iTunes Store. La canción fue escrita por Lipa, Miguel, y Rick Nowels, mientras la producción estuvo a cargo de Miguel y Stephen "Koz" Kozmeniuk. El vídeo musical que lo acompaña, dirigido por Henry Schofield, fue filmado en Los Ángeles y se estrenó el 26 de mayo de 2017.

## Composición
"Lost in Your Light" es una canción de electropop, synth-pop y dance-pop. Según Rodar Stone, Lipa y Miguel armoniza sobre throbbing sintetizador y tambor de funky caja flourishes. Con un ritmo pesado de percusión, la canción líricamente habla de verdadero enamoramiento.

## Posicionamiento en listas
| Lista (2017)                           | Mejor posición |
| -------------------------------------- | -------------- |
| Irlanda (IRMA)                         | 97             |
| Países Bajos (Tipparade)               | 2              |
| Nueva Zelanda Heatseekers (RMNZ)       | 10             |
| Escocia (Scottish Singles Sales Chart) | 41             |
| Eslovaquia (Rádio Top 100)             | 62             |
| Reino Unido (UK Singles Chart)         | 86             |